# Jalousie criminelle

Jalousie criminelle (The Danger of Love: The Carolyn Warmus Story) est un téléfilm américain réalisé par Joyce Chopra, diffusé en 1992.

## Synopsis
La femme d'un enseignant aurait été mystérieusement assassinée.

## Fiche technique
- Titre original : The Danger of Love: The Carolyn Warmus Story
- Réalisation : Joyce Chopra
- Scénario : Ara Watson et Sam Blackwell
- Photographie : Bobby Byrne (en)
- Musique : Mark Snow
- Pays : États-Unis
- Durée : 91 min

## Distribution
- Joe Penny : Michael Carlin
- Jenny Robertson : Carolyn Warmus
- Joseph Bologna : le détective John Pollina
- Richard J. Lewis : Edward Sanders
- Fairuza Balk : Lisa
- Woody Eney : l'ami de la famille
- Krisha Fairchild : Teri
- Claire Brown : Lois Wilson
- Michael MacRae : l'avocat de Carolyn